# Nischni Dubowez
Nischni Dubowez (russisch Нижний Дубовец) ist ein Dorf (derewnja) in der Oblast Kursk in Russland. Es gehört zum Rajon Medwenka und ist Sitz der Landgemeinde (selskoje posselenije) Tschermoschnjanski selsowjet.

## Geographie
Der Ort liegt gut 33 km Luftlinie südöstlich des Oblastverwaltungszentrums Kursk im südwestlichen Teil der Mittelrussischen Platte, 11 km nordöstlich des Rajonverwaltungszentrums Medwenka und 76 km vor Grenze zwischen Russland und der Ukraine entfernt am Torrente Dubowez (rechter Nebenfluss der Polnaja im Becken des Seim).

### Klima
Das Klima im Ort ist wie im Rest des Rajons kalt und gemäßigt. Es gibt während des Jahres eine erhebliche Niederschlagsmenge. Dfb lautet die Klassifikation des Klimas nach Köppen und Geiger.

## Bevölkerungsentwicklung
| Jahr | Einwohner |
| ---- | --------- |
| 2002 | 228       |
| 2010 | ▼218      |

Anmerkung: Volkszählungsdaten

## Verkehr
Nischni Dubowez liegt 11,5 km von der Fernstraße föderaler Bedeutung M2 „Krim“ (ein Teil der Europastraße E105), 11 km von der Straße interkommunaler Bedeutung 38N-236 (M2 „Krim“ – Polewaja), 2,5 km von der Straße 38N-237 (M2 „Krim“ – Polny – 38N-236), an der Straße 38N-240 (38N-237 – Wyschni Dubowez – Grenze zum Rajon Obojan) und 24,5 km vom nächsten Bahnhof Polewaja (Eisenbahnstrecke Kljukwa – Belgorod) entfernt.
Der Ort liegt 88 km vom internationalen Flughafen von Belgorod entfernt.